# Komisariat Straży Granicznej „Nowe”
Komisariat Straży Granicznej „Nowe” – jednostka organizacyjna Straży Granicznej pełniąca służbę ochronną na granicy polsko-gdańskiej w latach 1928–1939.

## Geneza
Na wniosek Ministerstwa Skarbu, uchwałą z 10 marca 1920, powołano do życia Straż Celną. Od połowy 1921 jednostki Straży Celnej rozpoczęły przejmowanie odcinków granicy od pododdziałów Batalionów Celnych. Proces tworzenia Straży Celnej trwał do końca 1922. Komisariat Straży Celnej „Nowe”, wraz ze swoimi placówkami granicznymi, wszedł w podporządkowanie Inspektoratu Straży Celnej „Grudziądz”.
W drugiej połowie 1927 przystąpiono do gruntownej reorganizacji Straży Celnej. W praktyce skutkowało to rozwiązaniem tej formacji granicznej.
Rozkazem nr 1 z 12 marca 1928 w sprawach organizacji Mazowieckiego Inspektoratu Okręgowego Straży Granicznej Naczelny Inspektor Straży Celnej gen. bryg. Stefan Pasławski powołał komisariat Straży Granicznej „Rakowiec”, który przejął ochronę granicy od rozwiązywanego komisariatu Straży Celnej. 

## Formowanie i zmiany organizacyjne
Rozporządzeniem Prezydenta Rzeczypospolitej Polskiej Ignacego Mościckiego z 22 marca 1928, do ochrony północnej, zachodniej i południowej granicy państwa, a w szczególności do ich ochrony celnej, powoływano z dniem 2 kwietnia 1928 Straż Graniczną.
Rozkazem nr 2 z 19 kwietnia 1928 w sprawach organizacji Pomorskiego Inspektoratu Okręgowego dowódca Straży Granicznej gen. bryg. Stefan Pasławski przydzielił komisariat „Rakowiec” do Inspektoratu Granicznego nr 4 „Tczew” i określił jego strukturę organizacyjną.
Rozkazem nr 12 z 10 stycznia 1930 w sprawie reorganizacji Pomorskiego Inspektoratu Okręgowego komendant Straży Granicznej płk Jan Jur-Gorzechowski ustalił nową organizację komisariatu. 
Rozkazem nr 2 z 4 czerwca 1932 w sprawach organizacyjnych komendant Straży Granicznej płk Jan Jur-Gorzechowski zniósł placówkę II linii „Czersk”.

## Służba graniczna
Kierownik Pomorskiego Inspektoratu Okręgowego Straży Granicznej mjr Józef Zończyk w rozkazie organizacyjnym nr 2 z 8 czerwca 1928 udokładnił linie rozgraniczenia komisariatu. Granica południowa: granica z Mazowieckim IO, od miejsca gdzie granica odchodzi od Wisły w kierunku wschodnim; granica północna: linia pociągnięta od zapory granicznej przy UC Jamno wprost na zachód.
Wydarzenia
W nocy z 24 na 25 maja 1930 w niemieckiej zasadzce pod Opaleniem zginął kierownik komisariatu „Rakowiec”, podkomisarz Stanisław Liśkiewicz (ur. 20 maja 1895 we Lwowie). Komisarz Liśkiewicz był chorążym piechoty w Legionach Polskich. W czasie bitwy pod Kostiuchnówką dostał się do rosyjskiej niewoli. Po rewolucji październikowej wstąpił do Dywizji Syberyjskiej. Do 1928 pełnił służbę w Wojsku Polskim w stopniu kapitana. Od 31 maja 1929 pełnił służbę w Straży Granicznej.
Sąsiednie komisariaty
- komisariat Straży Granicznej „Łasin” ⇔ komisariat Straży Granicznej „Szprudowo” − 1928

## Funkcjonariusze komisariatu
| Kierownicy/komendanci komisariatu | Kierownicy/komendanci komisariatu | Kierownicy/komendanci komisariatu |
| stopień                           | imię i nazwisko                   | okres pełnienia służby            |
| --------------------------------- | --------------------------------- | --------------------------------- |
| podkomisarz                       | Stanisław Liśkiewicz              | – 25 V 1930                       |
| Zastępcy komendanta komisariatu   |                                   |                                   |
| strażnik                          | Marian Szopa                      | 1 V 1939 –                        |

## Struktura organizacyjna
Organizacja komisariatu w maju 1928:
- komenda − Rakowiec
- placówka Straży Granicznej I linii „Nowe”
- placówka Straży Granicznej I linii „Kozielec”
- placówka Straży Granicznej I linii „Opalenie”
- placówka Straży Granicznej I linii „Tymawa”
- placówka Straży Granicznej II linii „Rakowiec”

Organizacja komisariatu w styczniu 1930:
- komenda − Rakowiec
- placówka Straży Granicznej I linii „Nowe”
- placówka Straży Granicznej I linii „Bochlin”
- placówka Straży Granicznej I linii „Opalenie”
- placówka Straży Granicznej I linii „Tymawa”
- placówka Straży Granicznej II linii „Rakowiec”
- placówka Straży Granicznej II linii „Czersk” → zniesiona w 1932

Organizacja komisariatu w 1936:
- komenda – Nowe
- placówka Straży Granicznej II linii Nowe
- placówka Straży Granicznej I linii Nowe
- placówka Straży Granicznej I linii Bochlin
- placówka Straży Granicznej I linii Opalenie
- placówka Straży Granicznej I linii Tymawa